# Havíř

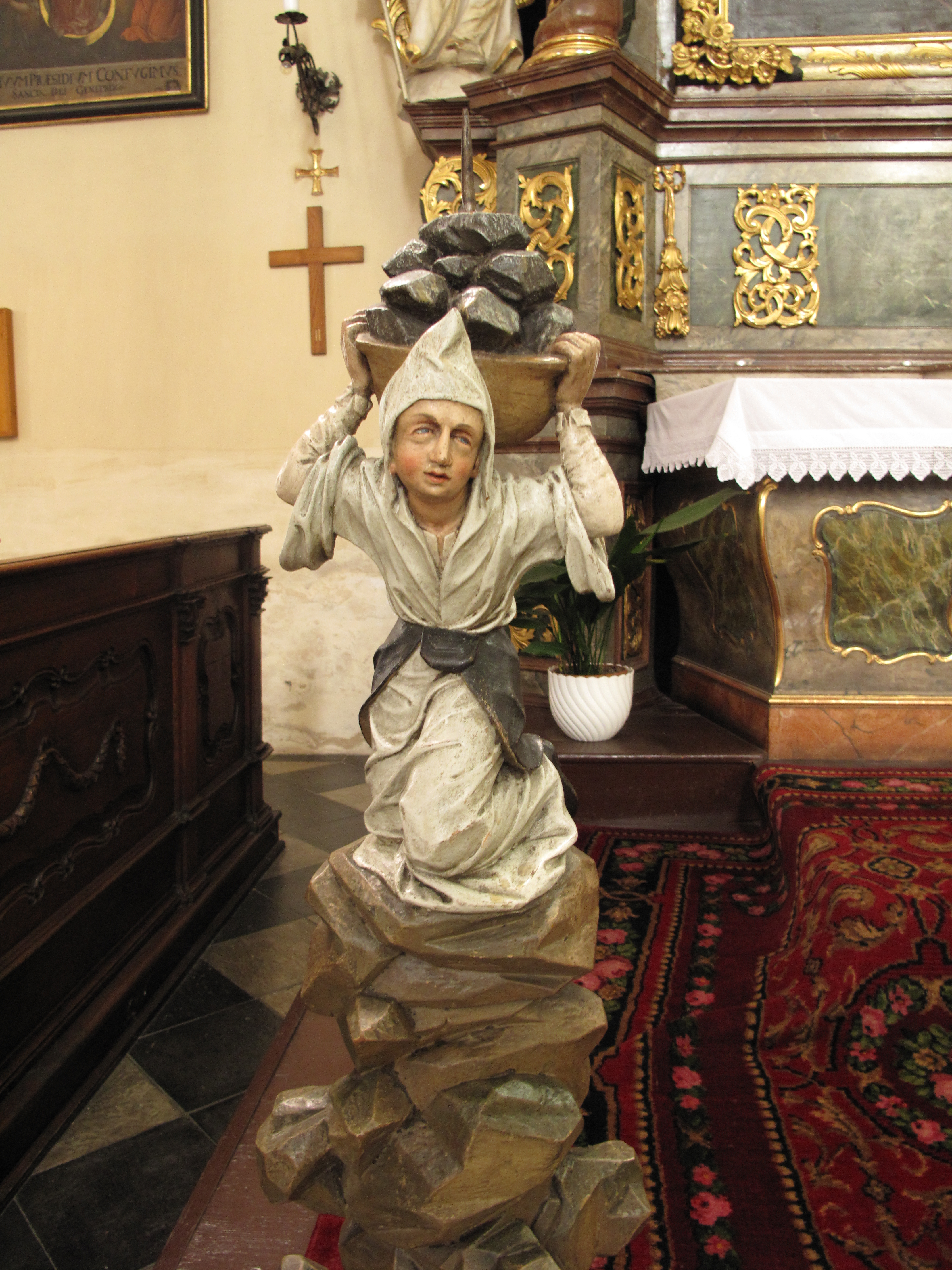
Kutnohorský havíř, kostel sv. Jakuba, Kutná Hora

Havíř (z německého Hauer, tj. ten, který dobývá uhlí, česky též horník) je člověk pracující v dole, kde těží nějaký nerost. Jedná se o práci nebezpečnou a zdraví škodlivou. Povolání havíře je velmi staré, sahá do dob, kdy se začaly těžit nerostné suroviny. Nosili bílé pláště a lucernu, kterou si svítili na suroviny v dolech.
Podle havířů bylo pojmenováno nově založené město Havířov, na jehož název byla socialistickým Československem v roce 1955 vypsána veřejná soutěž.

## Cyp

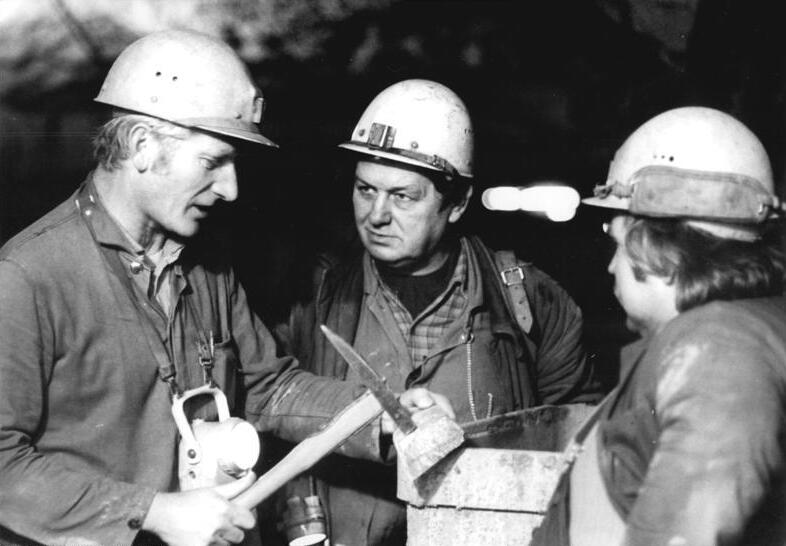
Havíři v Altenbergu, v bývalé NDR

Slovo cyp bylo na ostravských šachtách od 19. století pojmenování pro koníka či poníka, který tahal v dolech vozíky s uhlím nebo hlušinou. Za celý svůj život nevyšel z dolu a jen jeho smrt byla důvodem, kdy se dostal na povrch. Příchodem mechanizace byli koníci z dolů vyřazováni, ale slovo cyp se uchovalo. Mnohdy nováčci či pomocníci havíře (tzv. helfři), neboli vozači museli častokrát na čelbě nebo pod rubáním posunovat vozíky ručně. Takže tímto obrazně nahrazovali koníky (cypy). Tato práce se nikomu nelíbila,  a tak se vůči ní ohrazovali slovy: Co jsu cyp, abych to robil? Časem se původní význam slova cyp vytratil a v polovině 20. století již nikdo přesně neznal význam tohoto slova a nabylo spíše hanlivého významu.
Začínající havíř – nováček, se na Ostravsku označoval cyp anebo cip a toto slovo se tam dnes používá i jako nadávka.